# Salatín
Salatín este o arie protejată (arie specială de conservare — SAC, sit de importanță comunitară — SCI) din Slovacia întinsă pe o suprafață de 3.345 ha, integral pe uscat.

## Localizare
Centrul sitului Salatín este situat la coordonatele 48°59′25″N 19°20′03″E / 48.990278°N 19.334167°E.

## Înființare
Situl Salatín a fost declarat sit de importanță comunitară în aprilie 2004 pentru a proteja 4 specii de plante și 16 specii de animale. Situl a fost protejat și ca arie specială de conservare în martie 2004.

## Biodiversitate
Situată în ecoregiunea alpină, aria protejată conține 14 habitate naturale: Grohotișuri medio-europene calcaroase, de la nivel colinar și montan, Păduri acidofile de Picea de la nivel montan la nivel alpin (Vaccinio-Piceetea), Păduri pe pante, grohotișuri și ravene de Tilio-Acerion, Păduri de fag din Europa Centrală dezvoltate pe sol calcaros cu Cephalanthero-Fagion, Mlaștini alcaline, Pajiști alpine și subalpine calcaroase, Tufărișuri cu Pinus mugo și Rhododendron hirsutum (Mugo-Rhododendretum hirsuti), Păduri de fag subalpine medio-europene cu Acer și Rumex arifolius, Pante stâncoase calcaroase cu vegetație casmofită, Păduri calcicole cu Pinus sylvestris din Carpații Occidentali, Peșteri inaccesibile publicului, Fânețe de joasă altitudine (Alopecurus pratensis, Sanguisorba officinalis), Păduri de fag Asperulo-Fagetum, Liziere de ierburi înalte hidrofile de câmpie și de nivel montan până la alpin.
La baza desemnării sitului se află mai multe specii protejate:
- plante (4): Campanula serrata, Dianthus nitidus, Mannia triandra, Pulsatilla slavica
- păsări (4): mierlă de piatră (Monticola saxatilis), pietrar sur (Oenanthe oenanthe), cocoș de mesteacăn (Tetrao tetrix), fluturașul de stâncă (Tichodroma muraria)
- amfibieni (1): izvoraș-cu-burta-galbenă (Bombina variegata)
- mamifere (9): liliac cârn (Barbastella barbastellus), lupul (Canis lupus), râs eurasiatic (Lynx lynx), liliac cu urechi mari (Myotis bechsteinii), liliac de iaz (Myotis dasycneme), liliac comun (Myotis myotis), liliacul mic cu potcoavă (Rhinolophus hipposideros), Rupicapra rupicapra tatrica, urs brun (Ursus arctos)
- nevertebrate (2): Boros schneideri, Rosalia alpina

Pe lângă speciile protejate, pe teritoriul sitului au mai fost identificate 22 de specii de plante, 5 specii de amfibieni, 15 specii de mamifere, 2 specii de nevertebrate, 1 specie de pești, 4 specii de reptile.